# Mathilda Strömberg Hamilton
Mathilda Strömberg Hamilton, född Strömberg den 19 augusti 1864 i Finspång, död 14 februari 1935 på Lidingö, var en svensk missionär, egenföretagare, föreläsare och författare. Hon är känd främst för sin butik Indiska utställningen, föregångare till Indiska Magasinet, och för sitt missionärsarbete.
Mathilda Strömberg Hamilton växte upp i Finspång och engagerade sig tidigt i frikyrkliga rörelser. Hon emigrerade till Amerika 24 år gammal och mötte sin framtida man Gustaf Nelson. De gifte sig och tog efternamnet Hamilton. Tillsammans var paret Hamilton verksamma missionärer i bland annat i Indien, Egypten och Palestina. Slutligen bosatte sig Mathilda och Gustaf Hamilton i Harsil, Indien år 1894 och startade en egen missionsverksamhet. 1897 återvände hon hem till Sverige och ägnade sig åt föreläsningsverksamhet. Hon föreläste i bland annat Sverige, Finland, Ryssland och England. År 1901 öppnade hon sin första egna butik, Indiska utställningen på Regeringsgatan och senare öppnade hon även en filial på Arkaden i Göteborg. 1913 öppnade hon ytterligare en butik på Regeringsgatan, Indiska konstsalongen, och gifte om sig med löjtnanten Hugo Youngberg. I samband med utbrottet av första världskriget och sämre ekonomiska tider gick affärsverksamheten allt sämre. Indiska utställningen såldes till familjen Hulek. Hulek sålde 1951 i sin tur vidare till Åke Thambert, som gav butiken dess nuvarande namn Indiska Magasinet.
Under Strömberg Hamiltons sista år levde hon under strängt begränsade ekonomiska förhållanden och led av flera sjukdomar, med både psykiska och fysiska besvär. Hon avled på Oakhills sjukhem på Lidingö den 14 februari 1935.

## Biografi
Bilden av Mathilda Strömbergs liv är i hög grad färgad av henne själv genom brev och berättelser hon lämnat efter sig och går att återfinna i bland annat tidningsartiklar.

### Uppväxt 1864–1888

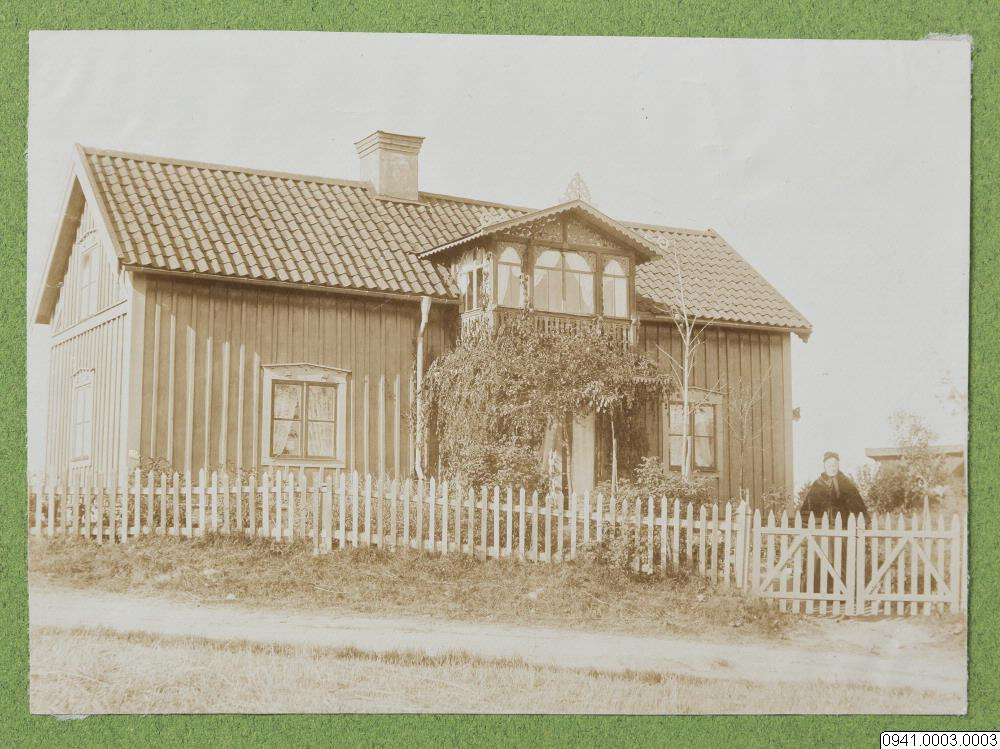
Mathilda Strömbergs barndomshem i Finspång.

Mathilda Strömberg Hamilton bodde från födseln 1864 och fram till 1888 i Finspång. År 1888 flyttade hon till Amerika. 

#### Tidig uppväxt
Mathilda Christina Strömberg föddes den 19 augusti 1864 i Finspång, tre mil nordväst om Norrköping. Hon växte upp i ett klassiskt arbetarhem som dotter till muraren Gustaf Strömberg och hemarbetande Johanna Strömberg. Johanna Strömberg ägnade sig åt djurskötsel, sömnad, städning, matlagning och disk. Även längre bak i Strömbergs släkt fanns en tradition av att vara arbetare; en tradition som Matilda Strömberg senare skulle komma att bryta. Hon föddes som enda barn i arbetarfamiljen, något som var mycket ovanligt vid denna tid, och hade ända sedan hon var barn en stark karaktär med vilja, envishet och framåtanda.

#### Frikyrkliga rörelsen
1800-talet var folkrörelsernas stora genombrottstid; arbetar-, frikyrko-, nykterhets- och kvinnorörelsen formade det nya samhället. Under 1800-talet skapades en religiös pluralism i Sverige i och med att allt fler sökte sig bort från Svenska kyrkans religiösa monopol. Egna religiösa sammanslutningar skapades och frikyrkorörelsen fick en allt större betydelse som massrörelse. Denna rörelse var central även för familjen Strömberg i Finspång. Pappa Gustaf Strömberg var med och grundade Risinge missionsförsamling, ett av de frikyrkliga samfunden i Finspång. På 1880-talet drog en stor väckelsevåg in över Finspång där missionsarbete ansågs medföra en hög status. Missionärer besökte missionshuset i Finspång och predikade om betydelsen av att missionera ute i världen. En stor del av  Mathilda Strömbergs liv kretsade kring gemenskapen i missionsförsamlingen. Hon blev mycket påverkad av missionärernas berättelser om sina liv och drömde själv om att resa ut i världen och missionera. Hon blev ordförande i Thorstorps Jungfruförening, en sammanslutning för ogifta kvinnor. Det var i Thorstorps Jungfruförening som hon tog sitt första steg som talare.
| ”                                  | Häromsistens, då Thorstorps Jungfruförening, under ledning av sin energiske ordförande, fröken Matilda Strömberg, höll en auktion bönhuset till förmån för missionen [...] | „ |
| – Tidningen Östgöten, 14 mars 1888 | |   |

#### Flytt till Amerika
Svält och svåra levnadsvillkor skapade under 1800-talet en våg av emigration från Sverige. Totalt 1,3 miljoner svenskar lämnade landet under 1800-talet och början av 1900-talet. Mellan 1851 och 1910 emigrerade knappt en miljon människor från Sverige till Amerika. Några av Mathilda Strömberg kusiner och flera av familjens hyresgäster hade emigrerat till Amerika. Denna storskaliga emigration, i kombination med frikyrkorörelsen och drömmen om att missionera, ledde till att hon 24 år gammal flyttade till Amerika år 1888.

### Amerika 1888–1894

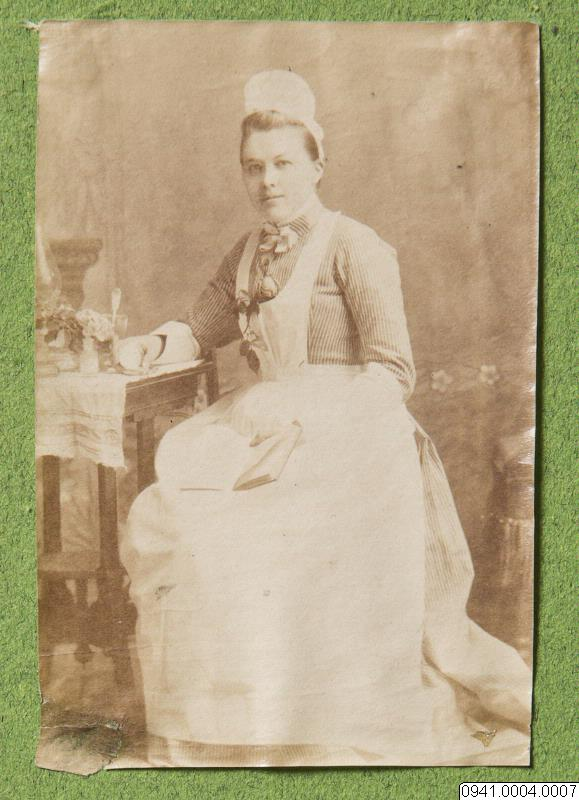
Strömberg Hamilton som vårdbiträde.

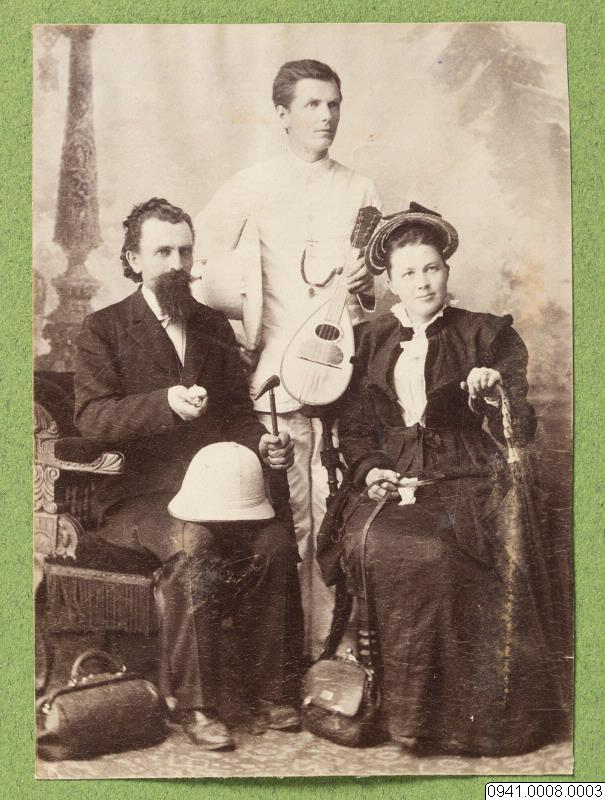
Fredrik Franson, Gustaf Hamilton och Mathilda Strömberg Hamilton.

Hennes slutdestination i Amerika var Chicago och för att nå dit färdades hon med fartyg och tåg. Chicago beskrevs som en stad med framtidstro och högt tempo. En stad som passade henne, en ung energisk kvinna med en stark vilja att upptäcka nya saker.
Mathilda Strömberg prövade på ett antal olika sysselsättningar under sin första tid i Amerika. Bevarade bilder indikerar att hon arbetade som sjukvårdsbiträde. I Chicago fanns flera svenska sjukhus där svenskar kunde få jobb utan att inneha utbildning eller behärska engelska språket. Hon påbörjade även bibelstudier hos Moody Bible Institute 14 november 1889, men lämnade skolan endast två veckor senare. 1890 anlände hon till Northfield, Minnesota och påbörjade en utbildning till missionsläkare på Carleton College. På Carleton College studerade hon kurser i bland annat retorik och lärde sig även behärska det engelska språket. Från utbildningen blev hon utsänd på en föreläsningsturné över hela Amerika, där hon höll nykterhets- och missionsföredrag.
På turnéns sista stopp i Laramie, Wyoming mötte hon pastorn Gustaf Nelson som senare blev hennes make. I samband med mötet med Gustaf Nelson avbröt Mathilda sina studier på Carleton College. Det unga paret förenades i sin kristna tro och önskan om att missionera. De gifte sig 27 år gamla år 1891 i den svenska kyrkan The Mission Tabernacle Church i Chicago och bytte efternamn till Hamilton. I Amerika, till skillnad från i Sverige, skyddades inte efternamnet Hamilton av adliga regleringar. Med namnbytet klättrade paret Hamilton på den sociala rankningen.

#### Fredrik Franson
I Chicago mötte den nygifta Mathilda Strömberg Hamilton den internationellt kände svenskamerikanska missionären Fredrik Franson. Fredrik Franson var ledare för den Skandinaviska Alliansmissionen (SAM). Han var djupt övertygad om att en apokalyps var att vänta och såg som sitt uppdrag att hinna frälsa så många människor som möjligt. Fredrik Fransons brinnande engagemang väckte intresse hos henne och hon såg en möjlighet att realisera sin dröm om att bli missionär genom honom. Tillsammans började paret Hamilton att missionera, under ledning av Fredrik Franson. De reste till Balkan, Afrika, Egypten, Jerusalem, Japan, Kina och Thailand.

### Missionering i Indien 1894–1897
Paret Hamilton flyttade till Indien år 1894 för att driva en egen missionsstation under ledning av Fredrik Franson. För att kommunicera med befolkningen i Indien lärde sig Mathilda och Gustaf Hamilton hindi. Paret Hamilton bosatte sig i staden Harsil, belägen i Garhwal i norra Indien. Rajan Kirti Shah, som styrde Garhwal, fattade snabbt tycke för paret Hamilton och lät dem missionera i sitt kungadöme. Paret Hamilton engagerade sig mycket i samhällsutvecklingen i samband med sitt missionsarbete i Indien. För att omvända befolkningen till kristendomen erbjöd de läkarvård, hantverk och utbildning. Hon engagerade sig framförallt för kvinnors rätt att lära sig läsa och utbilda sig. Detta grundade sig i att hon, som själv haft svårt att koncentrera sig i skolan, nu försökte få andra att fullfölja sin undervisning.

#### Motgångar i Indien

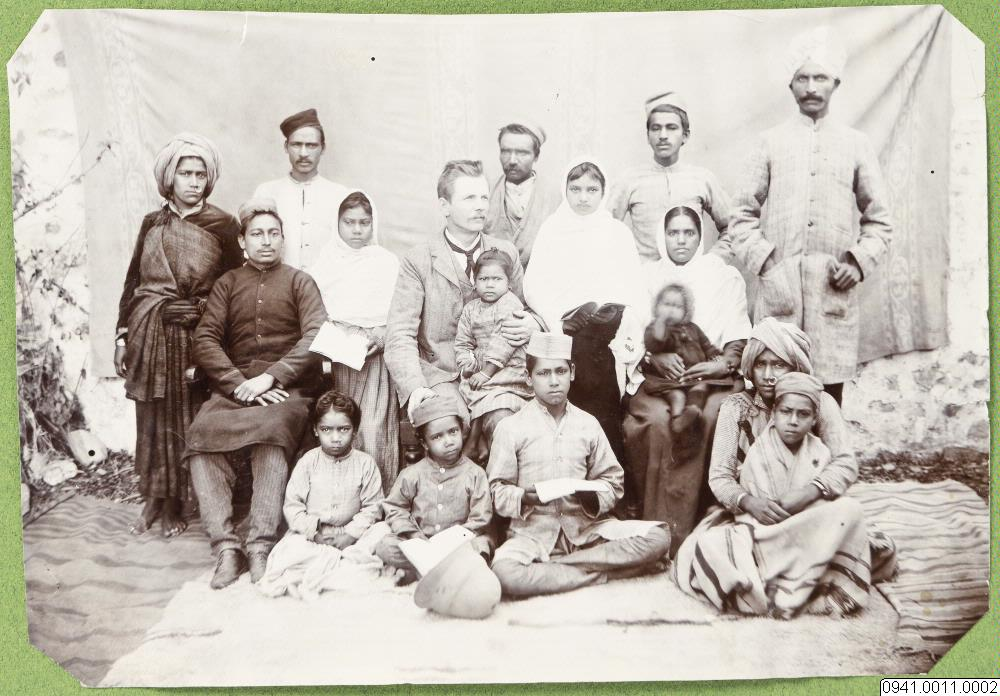
Gustaf Hamilton med lokalbefolkning i Harsil.

Paret Hamilton mötte ett tuffare motstånd än förväntat i samband med sitt missionsarbete. Indierna var ett svårt folk att omvända och Mathilda Strömberg Hamilton beskrev dem som “världens mest religiösa folk” i sina brev. För att omvända lokalbefolkningen behövde paret Hamilton få dem intresserade av någonting mer än kristendomen. Deras samhällsengagemang, med läkarvård och utbildning, blev strängt villkorad med denna metod eftersom deras tjänster endast erbjöds i gengäld mot att befolkningen övergav sin tro för kristendomen. Många i Indien var drabbade av olika sjukdomar och i ett desperat behov av att bli friska vände de sig till missionärerna. Senare insåg Mathilda Strömberg Hamilton att de omvände människor på falska grunder, vilket hon beskyllde Fredrik Franson för. Detta fick henne att tvivla på sin tro och hon upplevde att hon svikit Gud. Hon beskyllde även Fredrik Franson för att försummat dem genom att inte engagera sig tillräckligt i deras arbete. Dessa motsättningar mellan paret Hamilton och Franson ledde senare till att hon 
övergav Skandinaviska Alliansmissionen.
Ytterligare motsättningar som paret Hamilton stötte på i Indien var de ofrånkomliga sjukdomarna. Febersjukdomar, tyfus, smittkoppor och kolera var vitt spridda. Att som missionär bli sjuk var nästintill ofrånkomligt och hon fick malaria flera gånger under sin vistelse där. När böldpesten bröt ut 1896 blev det ansträngande för paret Hamilton. Byinvånarna sökte sig till dem som hade europeiska läkemedel och trots att hon nästan arbetade sig till döds dog en fjärdedel av befolkningen i Garhwal.

### Åter i Sverige 1897–1920
År 1897 övergav Mathilda Strömberg Hamilton Fredrik Franson och SAM och flyttade hem till Sverige. Hennes make Gustaf Hamilton stannade kvar i Harsil för att fortsätta missionera. Eftersom paret inte längre arbetade tillsammans med SAM och Fredrik Franson låg ansvaret på henne att försörja sin makes missionerande.

#### Sverige 1897–1901
Åter i Sverige fick Mathilda Strömberg Hamilton idén om att föreläsa om Indien och att sälja indiska föremål. Intäkterna från hennes föreläsningar och sålda föremål gick till att försörja sin makes missionerande och för att öppna en egen självunderhållande missionsstation i Indien. Hennes bittra minnen från det slitsamma missionärslivet ledde till att hennes föredrag inte handlade om livet som missionär. I sina föredrag ville hon istället belysa det hon älskade med Indien: naturen, kulturen, de indiska människorna och indiska hantverk.

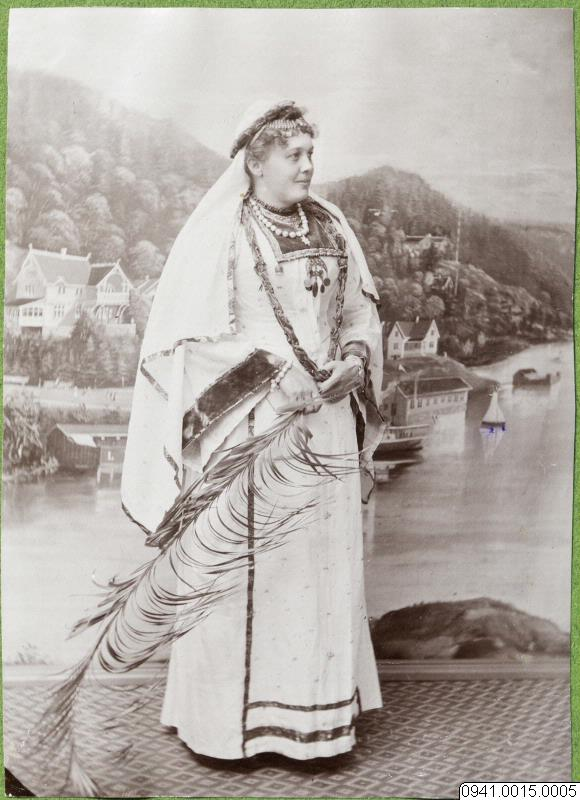
Mathilda Strömberg Hamilton i indisk klädsel.

Hon höll flera hundra föredrag i Sverige, men reste även runt i England, Ryssland och Finland och föreläste. För att förhöja känslan av autenticitet och exotism bar hon indiska dräkter under sina föredrag. Med sig hade hon även Gadju Daniel Sewak, vilket var den förste man som paret Hamilton omvänt i Harsil. Hennes skildringar av Indien beskrevs som medryckande, fantasifulla, kåserande och färgrika. Hon fick dock även kritik för att ha förmedlat en generaliserad och skev bild av det verkliga Indien. I samband med sina föredrag sålde hon indiska varor. Detta var ett gott marknadsföringsdrag; genom att sätta föremålen i en spännande kontext ökade intresset för dem. 1898 annonserade hon för första gången sina varor för försäljning i ett reserum.
På en resa till Egypten mötte hon den välbärgade kvinnan Charlotte Ewert från borgarklassen. Charlotte Ewert blev intresserad av idén att sälja vidare exotiska varor. Hon stötte även samman med Jenny Svahn, som senare blev betydelsefull för hennes framtida affärer. Tillsammans med Jenny Svahn och Charlotte Evert realiserade hon sin dröm om att driva en egen butik. Efter att först hyrt in sig i en antikvitetsaffär i Oslo öppnade hon sedan hon sin första egna butik, Indiska utställningen, den 12 november 1901.

#### År av personlig framgång 1901–1910
De första åren efter Indiska utställningens etablering var mycket framgångsrika. Hon omskrevs frekvent i pressen och beskrevs som en riktig kännare av exotiska konsthantverk. Hamilton var nästan ständigt på resande fot och hade med hela världen som sitt arbetsfält viktiga kontaktnät i Sverige, Indien och Amerika. Hon pendlade frekvent mellan de tre länderna. Paret Hamilton hade ett hus i norra Indien i Landlord, ett brittiskt-kolonialt överklassamhälle. Bara resan Indien–Sverige tog drygt två månader. Utöver det pendlandet reste hon även på inköpsresor över hela världen: Indien, Egypten, Syrien, Spanien,Turkiet och Marocko. Väl i Sverige turnerade hon runt och sålde saker från butiken. Hon var en driven och handlingskraftig affärskvinna som expanderade sin verksamhet i Stockholm, Göteborg och Amerika. Mathilda blev miljonär på sitt företag och gjorde internationell karriär som entreprenör. Hennes liv strax innan första världskriget var extravagant utan materiella gränser. År 1910 lade hon 11 000 kronor om året (cirka 680 000 i 2022 års penningvärde) för att bo på Grand Hôtel i Stockholm.

#### Förlust och svek 1911–1920

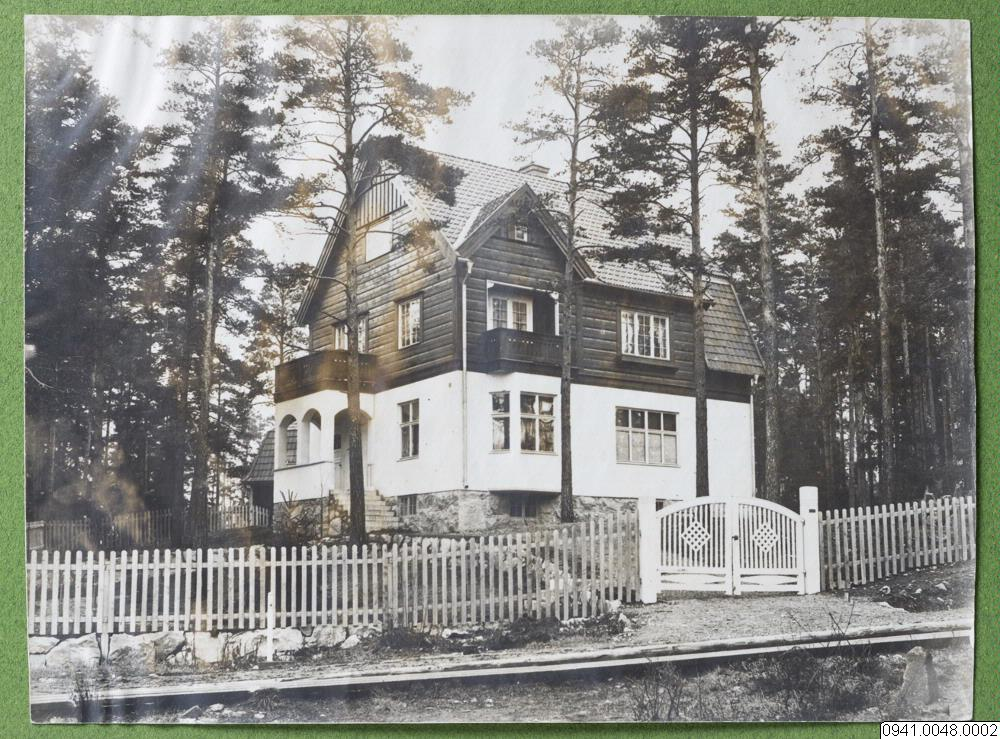
Villa India.

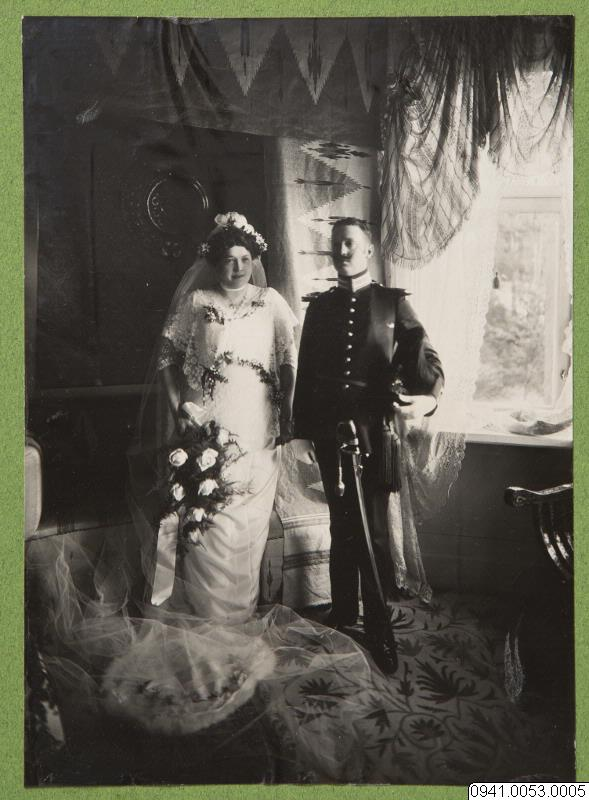
Mathilda Strömberg Hamilton och Hugo Youngberg bröllop.

Efter drygt tio framgångsrika år gick Mathilda Strömberg Hamiltons affärer och privatliv mot sämre tider. År 1911 gick Indiska Utställningen med 4 629 kronor (motsvarar cirka 270 000 kronor i 2022 års penningvärde) i förlust. Även äktenskapet med Gustaf Hamilton var olyckligt och de skiljde sig år 1911 efter nästan 20 års äktenskap. Paret Hamilton hade inte levt permanent tillsammans på över tio år. Hon behöll efternamnet Hamilton, eftersom namnet hörde samman med varumärket hon byggt upp och även indikerade social status.
År 1912 köpte hon ett hus på Lidingö som hon döpte till "Villa India". Hon led av bipolär sjukdom, vilket ofta innebär att i maniska perioder ge sig in i storslagna projekt utan att kalkylera med eventuella negativa konsekvenser. Det var en stor ekonomisk risk att köpa ett hus, speciellt med tanke på Indiska Utställningens betydande förlust. För att få ihop pengar sålde hon sin privata samling antikviteter. Husköpet var ett desperat drag och ett tecken på att hon inte kunde inse sina begränsningar. Flytten  löste inte hennes problem och hon hann knappt möblera huset innan hon försökte sälja det.
Mitt i denna omvälvande tid präglad av uppbrott och nystart mötte hon militären Hugo Alexander Youngberg. Youngberg var reservlöjtnant och hade flyttat till Stockholm för att arbeta, han kunde inte försörja sig på att endast vara reserv. Han målade upp en fasad av sig själv som framgångsrik, i själva verket förmådde han aldrig att ta sig från de lägsta graderna på sina arbetsplatser. Han drack mycket alkohol och kunde inte sköta sina arbeten fullt ut. Hugo Youngberg och Mathilda Strömberg Hamilton var två människor med få likheter, två människor i helt olika åldrar och livsskeden. Trots detta valde de att gifta sig den 24 december 1913 hemma i Villa India. Giftermålet var, precis som husköpet, ett omdömeslöst beslut fattat till följd av ett maniskt rus. Att gifta sig under denna tid innebar att kvinnan förlorade sin myndighet. Hugo Alexander Youngberg blev därmed Mathilda Strömberg Hamiltons förmyndare. Redan samma kväll som de gifte sig påbörjade de sin bröllopsresa. Tanken var att tillsammans besöka Egypten och Indien. När det nygifta paret anlände till Indien lurade han till sig alla hennes pengar och flydde till Persien. Hon blev av med minst 100 000 kronor (cirka fem och en halv miljoner i 2022 års penningvärde) och fjorton års hårt arbete. I och med att Hugo Youngberg var hennes officiella förmyndare, hade hon avsagt sig sin självständighet och rätten över sitt kapital. På pappret hade Youngberg därmed rätt att använda hennes pengar. När hon ansökte om skilsmässa från Youngberg krävde han ännu mer pengar.
Eftersom Indien var under brittiskt styre 1858–1947 ingick även Indien i första världskriget. Detta resulterade i att Mathilda Strömberg Hamilton lämnade Indien 1914. Krigstider gjorde att köpkraften hos kunderna minskade. Indiska Utställningen gick med förlust åren 1911–1919. Hon blev totalt ekonomiskt ruinerad och allt hon byggt upp föll. Efter fem års försök lyckades hon år 1917 slutligen sälja Villa India och fick ut en liten vinst.

### Ceylon och Indien 1920–1929
Mathilda Strömberg Hamilton upplevde att Sverige inte längre hade något att erbjuda och lämnade därför landet år 1920. Hon förmådde dock inte återvända till Indien efter misslyckandet med affärerna och Youngbergs svek. Istället flyttade hon till Ceylon, vilket var ett oskrivet blad och en bra plats för nystart. hon öppnade företaget “The Swedish-Ceylon Trading Agency”. Kort efter uppstarten blev hon så sjuk att hon inte kunde arbeta och affärerna blev stillastående. Hon led av reumatism, bronkit, eksem och hade besvär med polyperna. Detta ledde till att hon blev bankrutt och tvingades be om ekonomisk hjälp av svenska konsulatet på Ceylon. Sammanlagt skickade hon 230 dokument till konsulatet på Ceylon och Kungliga utrikesdepartementet i Sverige. I långa brev sökte hon tröst och förståelse hos konsuln Steuart Hayley. Hon lyckades övertala Stueart Hayley och fick låna pengar, vilket egentligen stred mot konsulatets regler. Det svenska konsulatet ordnade även så hon kunde tas in på sjukhus och behandlas för sina polyper och bronkit. Från att ha levt på en halv miljon om året i Sverige hade hon nu noll kronor i fickan. Konsulatet betalade hennes resor, hyror, sjukhuskostnader och exklusiva kläder. Skulderna till konsulatet växte snabbt och Mathilda Strömberg Hamilton såg ingen annan utväg än att resa bort från allt. Det svenska konsulatet ordnade nytt pass och biljett åt henne. År 1927 återvände hon till Indien.
I Indien reste hon runt och sökte upp gamla vänner. Kampen mot sina sjukdomar och jakten efter att försörja sig var utmanande. Slutligen vände hon sig till polisen i Calcutta som hjälpte till och betalade ett boende åt henne. Efter det gick Svenska Tändsticksbolaget in och försörjde henne. Även vänner hjälpte henne, men ingen hjälp varade tillräckligt länge. Hon var helt utblottad och stod utan några pengar. Hon fick avslag på stöd från det svenska konsulatet eftersom hon inte längre var skriven i Sverige. Efter att hon drabbats av en stroke och varit inlagd på sjukhus gav hon slutligen upp. Livet i Indien var en ständig kamp för överlevnad och att få mat och husrum för dagen. Svenska konsulatet betalade hemresan och hon lämnade Indien 1929.

### Livets slutskede 1930–1935

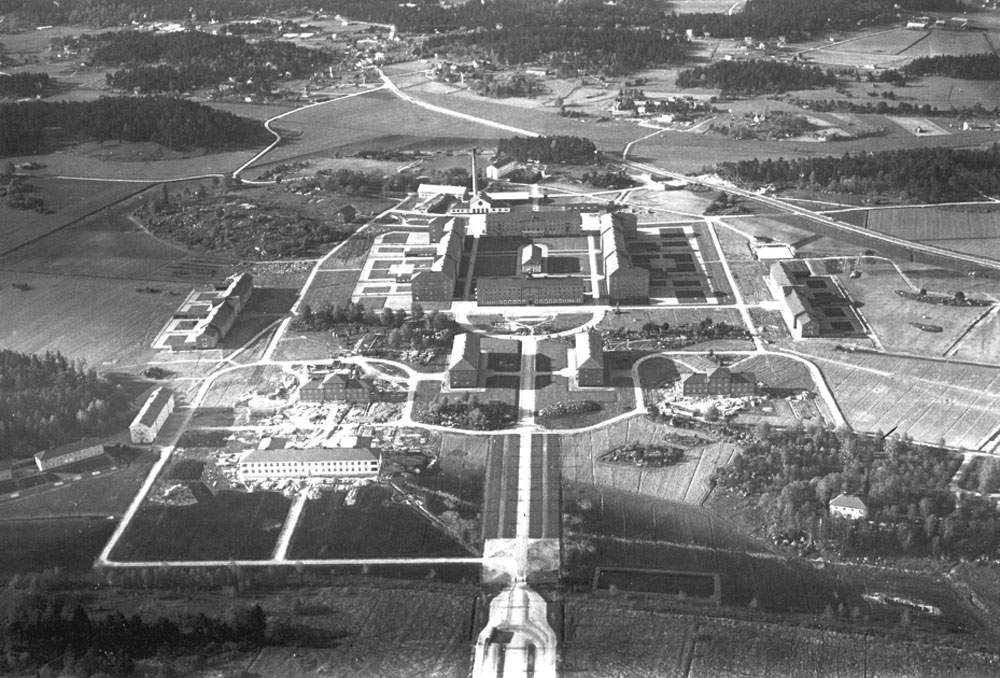
Beckomberga sjukhus.

De sista åren var mycket krävande för Strömberg Hamilton. Hon klarade sig inte själv, hon vägrade tvätta sig och gjorde sina behov i sängen. Trots detta vägrade hon flytta in på fattighus. Att ha levt under stark ekonomisk press under nästan 20 års tid hade förvärrat hennes psykiska hälsa. Efter att drabbats av paranoia blev hon tvångsintagen på Beckomberga sjukhus 1933. Där blev hon diagnostiserad med bipolär sjukdom och kronisk mani. Hon vägrade inse sin situation och var mån om att upprätthålla bilden av sig själv som framgångsrik. Varje dag skrev hon en lång lista med önskemål, hon krävde att bli särskilt behandlad, uppassad och vårdad. Efter sex veckor blev hon försöksutskriven och fick komma hem. Men att komma hem botade inga kroniska sjukdomar. Hon blev omyndigförklarad i rätten efter att hittats i hemmet i ett mycket dåligt skick. Läkarna konstaterade att hon var i ännu sämre skick denna gång och hon blev återigen intagen på Beckomberga. Hon led av senila hjärnförändringar och fick synhallucinationer. Hösten 1934 flyttades hon från Beckomberga till S:t Eriks mentalavdelning, och sedan till Psykiatriska sjukhuset, vilket blev hennes sista vistelse på ett sinnessjukhus. Sina två sista månader i livet tillbringade hon på Oakhills sjukhem på Lidingö. Omringad av hav och vacker natur avled Mathilda Strömberg Hamilton den 14 februari 1935 till följd av sinnessjukdom och kronisk hjärtmuskelinflammation.

## Företagsamhet

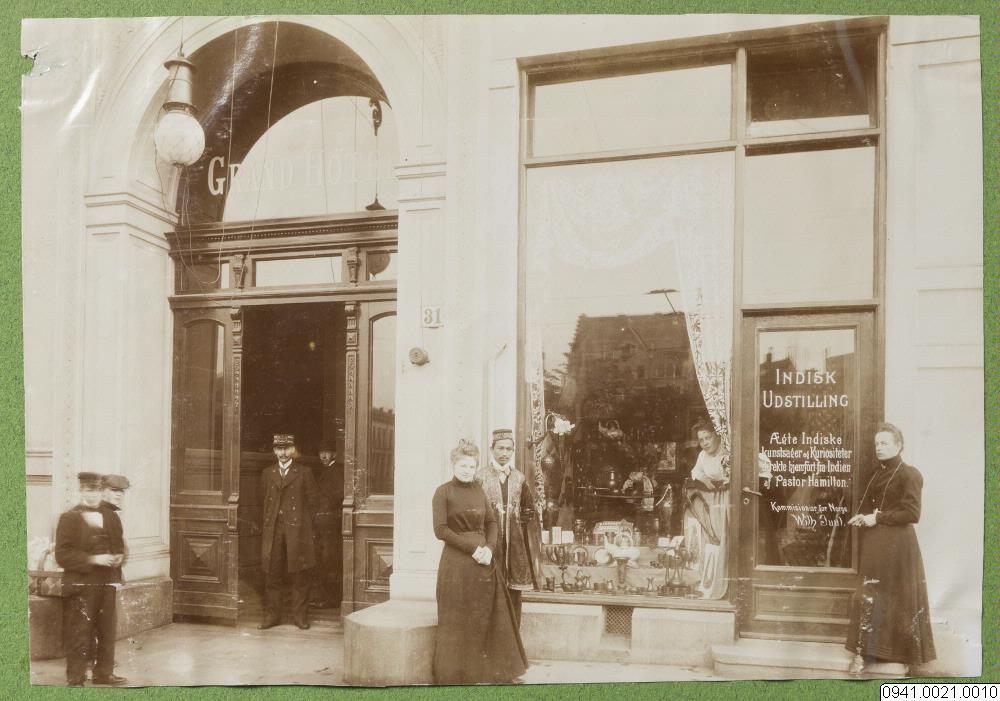
Indisk Udstilling i Oslo.

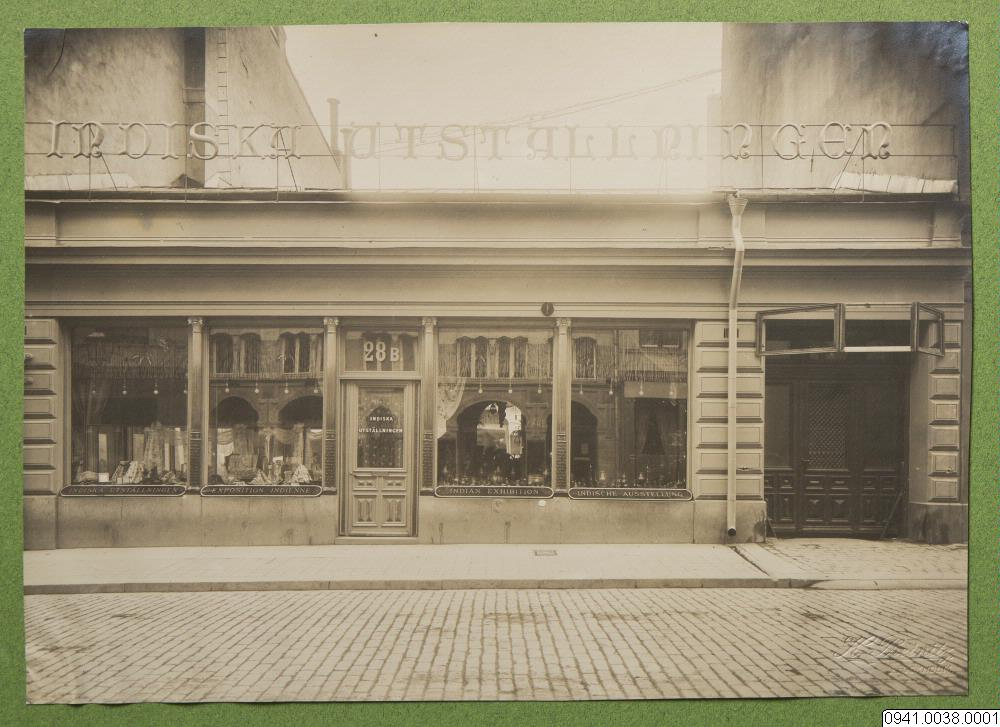
Indiska Utställningen fasad och skyltfönster.

### Indisk Udstilling
Mathilda Strömberg Hamilton hyrde tillsammans med Jenny Svahn in sig i en antikvitetsaffär i Oslo år 1901. Affären låg på det stora shoppingstråket Karl Johans gata i Oslo. Detta blev uppstarten för hennes framtida yrkesbana som handelsidkerska. I affären såldes indiska konsthantverk och "kuriositetsföremål" av antikt värde. Intäkterna från försäljningen gick till paret Hamiltons missionsarbete i Indien.

### Indiska utställningen

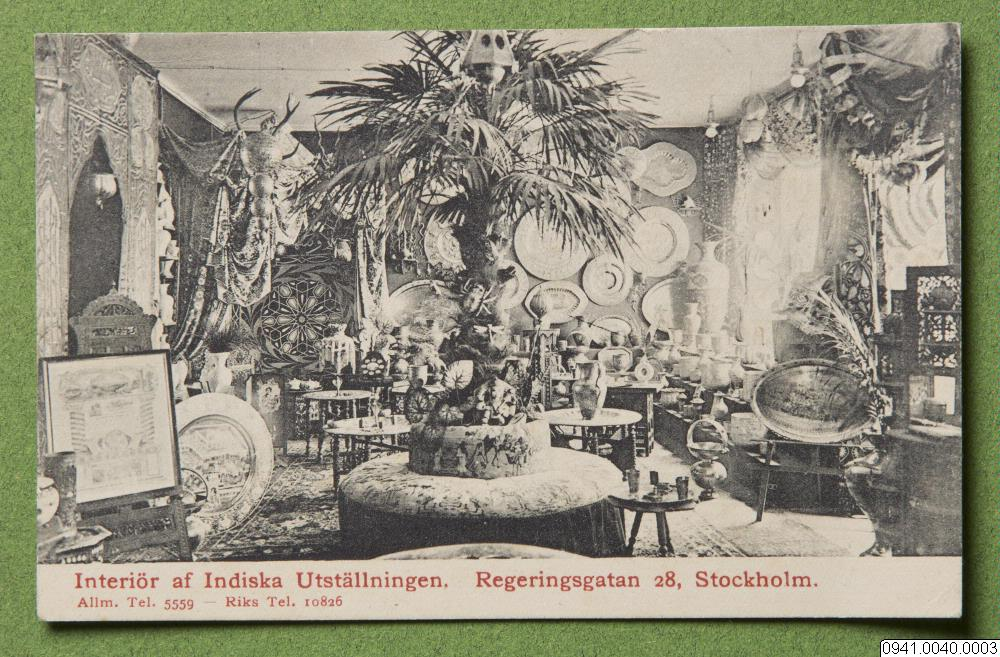
Interiör Indiska Utställningen.

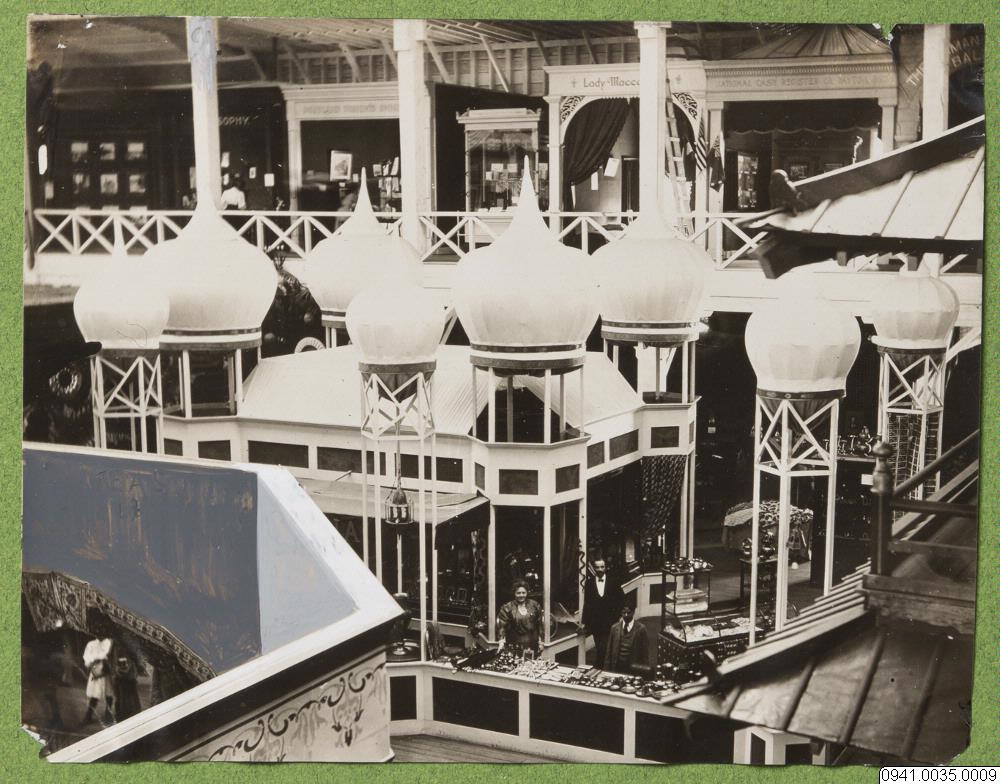
Paret Hamiltons monter på mässa i Portland.

Den 12 november 1901 öppnade Mathilda Strömberg Hamilton sin första egna butik vid namn Indiska utställningen. Det är denna butik som är en föregångare till Indiska Magasinet. Eftersom hon var amerikansk medborgare blev Jenny Svahn butikens innehavare. Själv blev hon butikens direktör och ansikte utåt i pressen. Charlotte Ewert, som hon stött på i samband med en resa till Egypten, lånade ut miljonbelopp till affären och möjliggjorde det startkapital som behövdes. Butiken låg på Regeringsgatan 28b, en av de största shoppinggatorna i Stockholm under denna tid.
| ”                            | Utanför de stora expositionsfönstren samlas en myckenhet folk för att betrakta de orientaliska föremål som i färgrika grupper breda ut sig. | „ |
| – Dagens Nyheter, 13/11-1901 | |   |

Indiska Utställningen etablerade sig som den främsta orientaliska butiken i Stockholm och människor strömmade till butiken. Där såldes allt från uppstoppade djur och vapen till handbroderade sidentyger och turkiskt porslin. Den orientaliska inredningsstilen tilltalade den nya rika borgarklassen. Även kungen Oscar II gjorde ett besök i butiken och inhandlade en emaljerad praktvas från Indien. 1908 öppnades en filial till Indiska Utställningen i Arkaden i Göteborg. Den blev dock kortlivad och stängde redan året därpå. År 1908 sålde Jenny Svahn Indiska Utställningen till Ester Bernhardina Karlson för 20 000 kronor. Det motsvarar cirka 1,2 miljoner i 2022 års penningvärde. År 1910 öppnades det en underavdelning till Indiska Utställningen på Norrmalmstorg 18. Denna underavdelning var specialiserad på försäljning av turkiska rökrum, vilket var männens sällskapsrum under den här tiden. Indiska utställningen gick med omfattande förlust åren 1911–1919, bland annat beroende på de svårar ekonomiska tiderna som första världskriget medförde. Efter krigsslutet 1918 såldes Indiska Utställningen till den tyska familjen Hulek. I samband med denna försäljning slutade Mathilda Strömberg Hamilton vara involverad i Indiska Utställningen. 1951 sålde Hulek vidare butiken till Åke Thambert, som gav butiken dess nuvarande namn Indiska Magasinet.

### Lewis & Clark Centennial and American Pacific Exposition and Oriental Fair
Paret Mathilda och Gustaf Hamilton deltog år 1905 på mässan "Lewis & Clark Centennial and American Pacific Exposition and Oriental Fair" i Portland. Mässan hade utställare från 21 länder och 1,6 miljoner besökare från hela världen. Paret var ansvariga för hela Indiens avdelning på mässan. Vid sin monter byggde de upp en version av Indiska Utställningen. Totalt vann paret Hamilton femton medaljer för sitt engagemang, två guldmedaljer för en bricka och en medalj för en skärm i teak. I samband med tävlingen öppnades butiken East India i Portland.

### Indiska Konstsalongen
År 1913 öppnade Mathilda Strömberg Hamilton ännu en butik i Stockholm, Indiska Konstsalongen. Indiska Utställningen gick vid det här laget sämre och att öppna en ny butik var ett försök till en nystart. Ägare och föreståndare till Indiska Konstsalongen blev modern Johanna Strömberg. Föremålen som såldes på Indiska Konstsalongen var till stor del samma typ av varor som sålts på Indiska Utställningen. Med samma koncept men nytt namn var syftet med butiken att uppnå ny publicitet. Dessvärre fick inte butiken den uppmärksamhet man hade förväntat sig. När butiken upphörde är ovisst, den sista redovisningshandlingen ska ha inkommit 1921 men den finns inte bevarad.

### The Swedish India Trading Company
Vid sin vistelse i Indien i samband med sin bröllopsresa med Hugo Youngberg startade Mathilda Strömberg Hamilton företaget The Swedish India Trading Company år 1913. Hon utnyttjade sin kunskap och sina kontakter i Indien och skulle arbeta som ombud för import av svenska varor. Svenska produkter från bland annat Huskvarna, Barnängen och Lazarolfabriken skulle exporteras till Indien. Första världskrigets utbrott 1914 gjorde det omöjligt att frakta varor mellan länderna. Eftersom Indien var under brittiskt styre under denna tidsperiod, och då formellt låg i krig, tvingades hon återvända hem till Sverige i samband med krigsutbrottet. Företaget tog aldrig därför fart.

### The Swedish Ceylon Trading Company
Mathilda Strömberg Hamilton startade företaget The Swedish Ceylon Trading Company år 1920. Affärsidén var att exportera exklusiva kryddor som kardemumma, kanel, vanilj och nejlikor till Sverige. Hon köpte kryddor direkt av plantageägarna och sålde sedan vidare till svenska firmor. I Sverige var det dåliga ekonomiska tider och många höll igen på utgifter som ansågs onödiga, däribland kryddor. För hennes del innebar det att exporten av kryddor aldrig blev storskalig. Hon hamnade även i en tvist med grossisten Eric Bohlin från Göteborg som betalat ett förskott på kryddor. I samband med att hon blivit sjuk hade affärerna stannat upp, vilket medförde att Eric Bohlin inte fick kryddor motsvarande det belopp han betalat för. Det togs upp i rätten och hon medgav att hon hade en skuld till Bohlin, men hon var inkapabel att betala tillbaka den då hon knappt hade någon inkomst. Under hennes tid på Ceylon rådde ekonomisk stagnation och snart stannade affärerna och exporten upp.